# Ermida de Nossa Senhora da Natividad

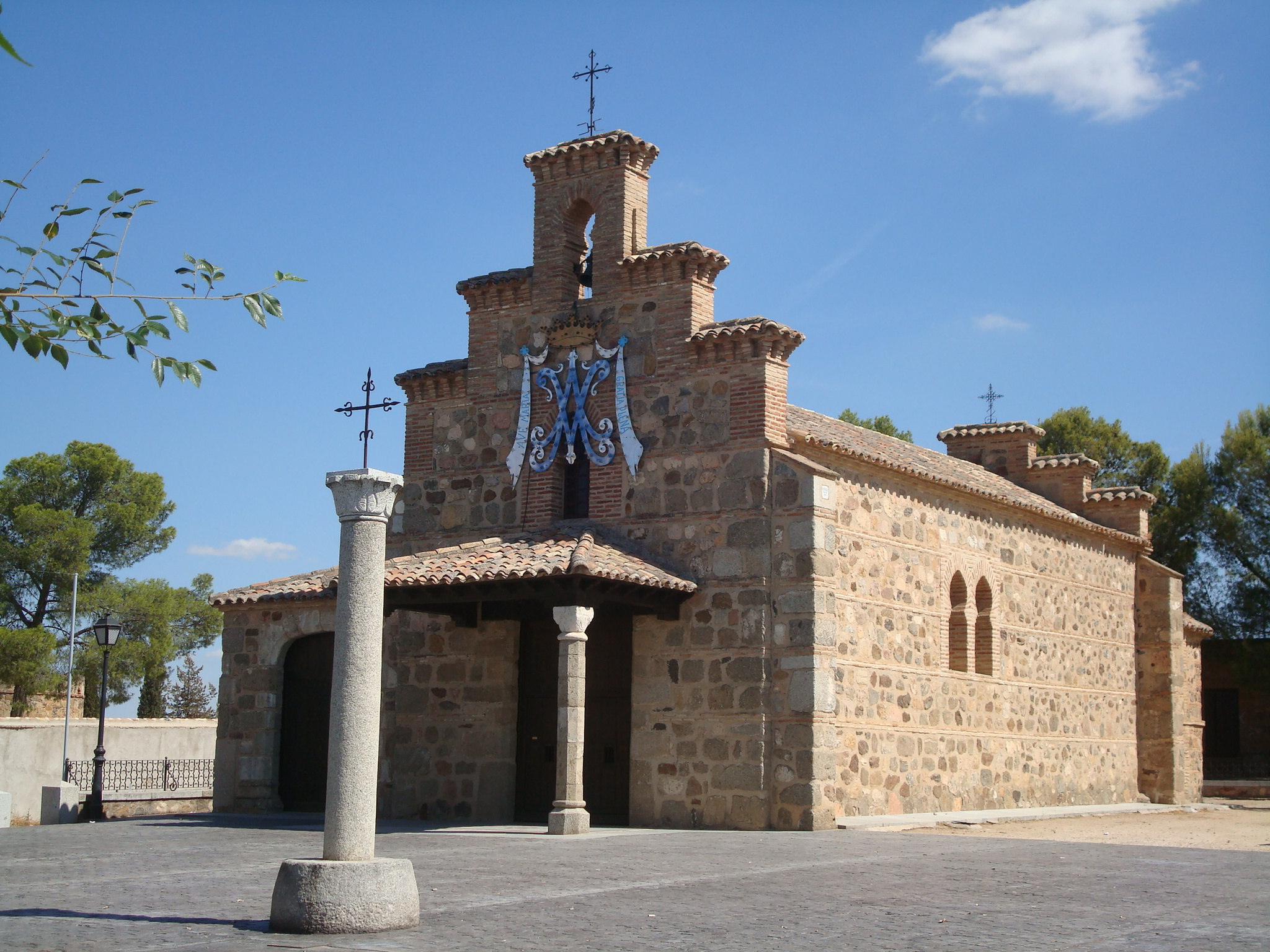
A Ermida de Guadamur.

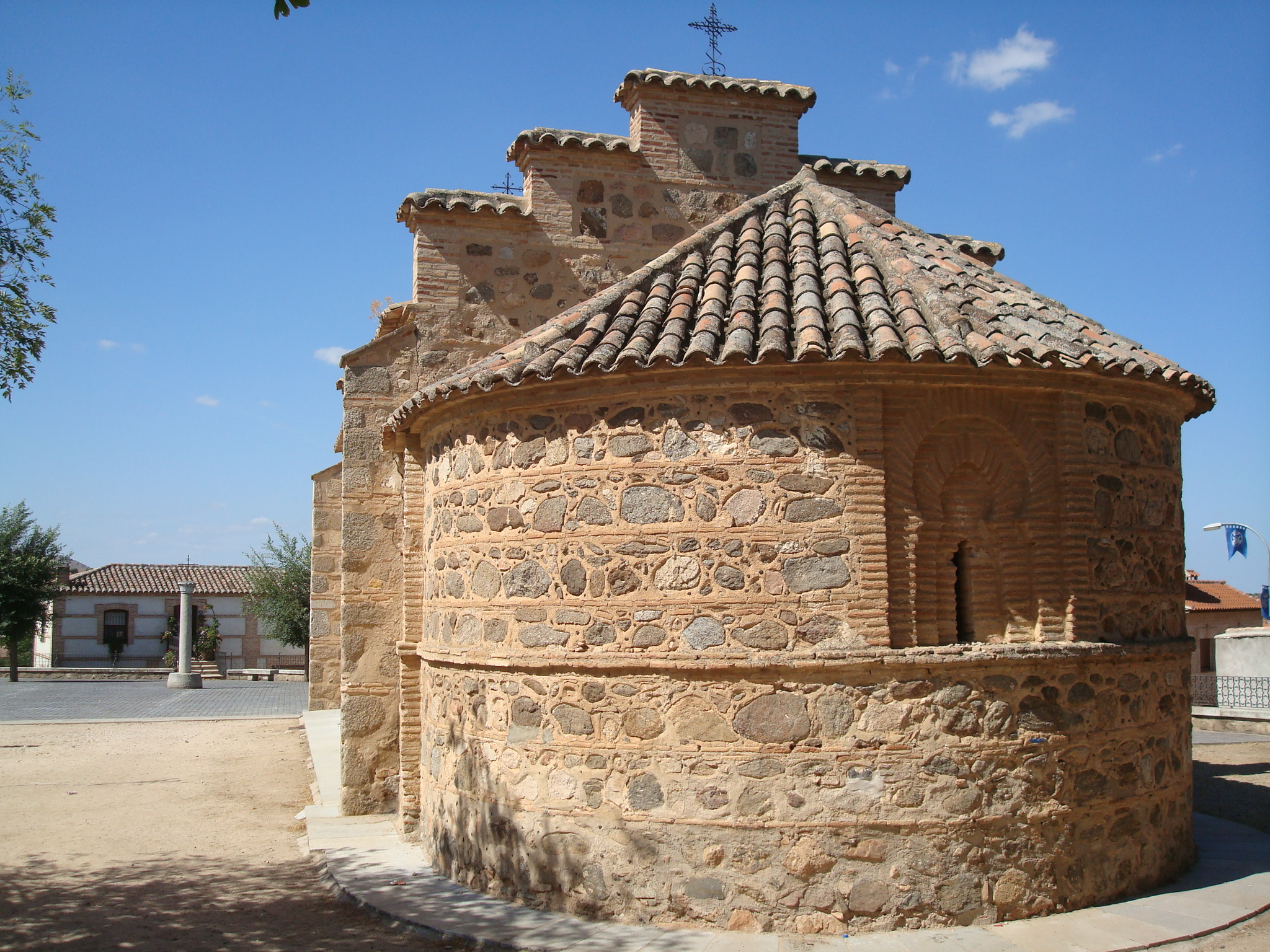
O ábside mudéjar da Ermida de Guadamur.

A ermida de Nossa Senhora da Natividad é uma ermita de Guadamur, na província de Toledo, Espanha. Situada no cerro do mesmo nome, domina o povo desde o este e se encontra bem perto do castelo de Guadamur.
É de estilo mudéjar primitivo (séculos XIII-XIV). Na villa existia a tradição de um remoto aparecimento milagrosa. A menção mais antiga do culto na ermida data de 1611. A pintura venerada no altar era originalmente um ícone bizantino que representava a figura de Santa Ana com a Virgem Maria nos braços. O quadro atual tem sofrido constantes restaurações e retoques ao longo de sua história, de maneira que fica bem longe do original, que a sua vez seria cópia de outra pintura ou de algum mosaico. 
Da construção original da ermida conservam-se apenas a abside semicircular de alvenaria com cantos de tijolo como decoração única, e um par de arcos fechados concêntricos, de clara execução mudéjar. A cúpula de ladrilho acompanha os arcos da nave, uma solução muito rara para a arquitetura primitiva. A última reconstrução é de 1976 .